# Cephalops curvarmatus
Cephalops curvarmatus är en tvåvingeart som beskrevs av De Meyer 1990. Cephalops curvarmatus ingår i släktet Cephalops och familjen ögonflugor.
Artens utbredningsområde är Alaska. Inga underarter finns listade i Catalogue of Life.